# 白峰旬
白峰 旬（しらみね じゅん、1960年 - ）は、日本の歴史学者。別府大学文学部史学科教授。専攻は日本の近世城郭。

## 経歴
三重県四日市市出身。
1985年（昭和60年）、上智大学大学院修士課程修了。
1998年（平成10年）、名古屋大学にて博士（歴史学）取得。論文の題は「近世城郭史の基礎的研究」。
2003年（平成15年）に別府大学文学部助教授となり、2009年（平成21年）から別府大学文学部教授。

## 業績
- 文献史学の観点から近世城郭や歴史上の事件などについて研究しており、2007年から2012年まで石川県の金沢城調査研究所における金沢城石垣構築技術等比較研究事業で客員研究員も務め[1]、研究紀要『金沢城研究』第6～9号において調査報告を行なった[3]。
- 関ヶ原の戦いにおいて徳川家康が小早川秀秋に鉄砲を撃ちかけた「問い鉄砲」が創作であることを指摘している[4]。

## 著書
- 『日本近世城郭史の研究』（校倉書房、1998年）
- 『豊臣の城・徳川の城－戦争・政治と城郭』（校倉書房、2003年）
- 『幕府権力と城郭統制―修築・監察の実態』（岩田書院、2006年）
- 『江戸大名のお引っ越し　居城受け渡しの作法』（新人物往来社、2010年）
- 『新「関ヶ原合戦」論―定説を履す史上最大の戦いの真実 』（新人物往来社、2011年）
- 『新解釈関ケ原合戦の真実 脚色された天下分け目の戦い』宮帯出版社 2014